# Форжерон, Майкл
Майкл Джозеф «Майк» Форжерон (англ. Michael Joseph "Mike" Forgeron; род. 24 января 1966, Мен-а-Дьё) — канадский гребец, выступавший за сборную Канады по академической гребле в период 1991—1996 годов. Чемпион летних Олимпийских игр в Барселоне, серебряный и бронзовый призёр Панамериканских игр в Гаване, победитель и призёр регат национального значения.

## Биография
Майкл Форжерон родился 24 января 1966 года в поселении Мен-а-Дьё провинции Новая Шотландия, Канада. В 1984 году окончил среднюю школу Ривервью в Коксхите, в 1988 году — Университет Западного Онтарио.
Заниматься академической греблей начал в конце 1980-х годов во время учёбы в Университете Западного Онтарио, состоял в местной гребной команде, неоднократно принимал участие в различных студенческих регатах. Позже проходил подготовку в гребном клубе «Норт-Стар» в Дартмуте.
Первого серьёзного успеха на взрослом международном уровне добился в сезоне 1991 года, когда вошёл в основной состав канадской национальной сборной и побывал на Панамериканских играх в Гаване, откуда привёз награды серебряного и бронзового достоинства, выигранные в распашных безрульных двойках и в рулевых восьмёрках соответственно. Он не входил в экипажи восьмёрок, бравшие серебряные медали на чемпионатах мира 1990 и 1991 годов
Благодаря череде удачных выступлений удостоился права защищать честь страны на летних Олимпийских играх 1992 года в Барселоне. В программе восьмёрок в финале обошёл всех своих соперников, в том числе на 0,14 секунды опередил ближайших преследователей из Румынии, и тем самым завоевал золотую олимпийскую медаль.
После барселонской Олимпиады Форжерон остался в составе гребной команды Канады на ещё один олимпийский цикл и продолжил принимать участие в крупнейших международных регатах. Так, в 1993 году он стал четвёртым в безрульных четвёрках на мировом первенстве в Рачице.
На чемпионате мира 1994 года в Индианаполисе занял в безрульных четвёрках седьмое место, выиграл регату Содружества на озере Фэншоу.
В 1995 году в парных двойках был восьмым на мировом первенстве в Тампере.
Находясь в числе лидеров канадской национальной сборной, благополучно прошёл отбор на Олимпийские игры 1996 года в Атланте. На сей раз стартовал в парных двойках вместе с напарником Тоддом Халлеттом, сумел квалифицироваться лишь в утешительный финал В и расположился в итоговом протоколе соревнований на седьмой строке. Вскоре по окончании этой Олимпиады принял решение завершить карьеру профессионального спортсмена.
Проживает в Миссиссоге, работает в сфере продаж. В браке с женой Ким родилась дочь Ханна. За выдающиеся спортивные достижения введён в Канадский олимпийский зал славы (1994), Канадский зал славы любительского спорта (1994), Зал славы Новой Шотландии (2010), Зал славы канадской академической гребли (2017).